# Ludwik Wrodarczyk
Ludwik Wrodarczyk (ur. 25 sierpnia 1907 w Radzionkowie, zm. 6 grudnia 1943 w Karpiłówce) – polski zakonnik, oblat, męczennik, katecheta, administrator parafii św. Jana Chrzciciela w Okopach (diecezja łucka w województwie wołyńskim), ofiara zbrodni Ukraińskiej Armii Powstańczej (UPA) podczas II wojny światowej, Sprawiedliwy wśród Narodów Świata oraz Sługa Boży Kościoła katolickiego.

## Życiorys

### Lata dzieciństwa i młodości
Pochodził z Radzionkowa, gdzie jego rodzina zamieszkiwała w domu przy ul. Sobieskiego 28. Ludwik Wrodarczyk urodził się w wielodzietnej rodzinie (trzynaścioro dzieci) jako drugie dziecko Karola i Justyny. Wśród jego rodzeństwa byli: Helena, Gertruda, Maria, Piotr, Jadwiga, Berta, Klara i Józef (ponadto troje zmarło jako niemowlęta). Jedna z jego sióstr została później zakonnicą. 27 sierpnia 1907 został ochrzczony w parafii św. Wojciecha w Radzionkowie. Jego matka zajmowała się gospodarstwem domowym i wychowaniem dzieci, natomiast ojciec był rolnikiem oraz górnikiem w kopalni węgla kamiennego „Johanna” w Bytomiu. Uczęszczał do szkoły podstawowej nr 1 w Radzionkowie, którą ukończył w 1921. Młody Ludwik wychowany w religijnej atmosferze domu rodzinnego, często wstępował, idąc ze szkoły do pobliskiego kościoła, uczestnicząc w adoracji Najświętszego Sakramentu. Jeden z jego szkolnych kolegów Augustyn Szastok tak go scharakteryzował:

Ludwik był dobrym kolegą. On się od nas różnił wielką powagą, jak na swój wiek. Podpatrywaliśmy go i podziwiali. Było w nim coś, czego nie mieliśmy jako chłopcy. Wydawałoby się, że to pycha, zarozumiałość. Ale czy nie był pyszny, on się nad innych nie wynosił. Był skromny, miły, koleżeński, ale równocześnie bardzo tajemniczy, jakby miał dalekosiężne plany. Cechowała go powaga, majestat, szlachetność, a zarazem głębia. Trudno to wszystko obrać w ludzkie słowa, których brak człowiekowi, by pokazać to bogactwo jego ducha.

### Powołanie zakonne
Od lat młodości pragnął zostać księdzem, choć jego ojciec zachęcał go by został górnikiem. Idąc za głosem powołania, mając 14 lat (1921) wstąpił do Niższego Seminarium Ojców Oblatów w Krotoszynie, a następnie od marca 1922 do 1924 kontynuował naukę w Niższym Seminarium Ojców Oblatów w Lublińcu. W 1924 z uwagi na dużą ilość kandydatów, został przeniesiony do Krobi, gdzie w czerwcu 1926 pomyślnie zdał egzamin maturalny. Wkrótce po tym egzaminie, 10 czerwca w wieku 49 lat zmarł jego ojciec. W tym czasie zaczął mieć kłopoty ze wzrokiem, które spowodowały, że musiał stale nosić okulary. Następnie wstąpił do nowicjatu oblatów w Markowicach, gdzie 14 sierpnia 1926 przyjął obłóczyny, a rok później (15 sierpnia 1927) złożył pierwsze śluby zakonne. Pod koniec nowicjatu, mistrz nowicjatu o. Paweł Czekaj OMI, taką wydał o nim opinię:

Melancholik, niezgrabny, skrupulatny, marzyciel. Prostolinijny, ujmujący, pokorny, posłuszny, przywiązany do swego powołania. Inteligencja przeciętna. Zrobił wielki wysiłek, aby się uświęcić.

W wyniku surowych postów zaczął mieć dolegliwości żołądkowe, które spowodowały w 1927 jego pobyt w szpitalu Przemienienia Pańskiego w Poznaniu. Następnie 1 października 1927 rozpoczął studia w Wyższym Seminarium Ojców Oblatów w Obrze. Wskutek zbyt kruchego zdrowia musiał je jednak przerwać, udając się na kurację do domu w Radzionkowie, a następnie 19 lipca 1928 powrócił do Obry. 15 sierpnia 1930 złożył śluby wieczyste, a następnie 21 grudnia 1930 z rąk bp. Walentego Dymka w katedrze Świętych Apostołów Piotra i Pawła w Poznaniu otrzymał egzorcystat oraz akolitat. W grudniu 1932 przyjął święcenia diakonatu, a 10 czerwca 1933 święcenia prezbiteratu. Ojcowie przełożeni tak się wtedy o nim wyrazili:

Zwężenie żołądka, fizycznie słaby, nieśmiały, zakłopotany, ale potem znowu wraca do formy. Grzeczny, uprzejmy, ma ducha nadprzyrodzonego, pokorny, ale trochę bojaźliwy. Umartwiony, regularny, pokorny, wysilił się bardzo, aby postąpić naprzód. Dobry współbrat. Łączy się z innymi. Nie był nigdy upominany. Jest sumienny i pracowity. Z powodu słabego zdrowia nie bardzo aktywny. Dobry zakonnik. Może być profesorem, ekonomem lub wikarym.

Trzy dni później (13 czerwca) odprawił w swojej macierzystej parafii w Radzionkowie mszę prymicyjną. Po prymicjach i wakacjach wrócił do Obry, aby ukończyć czwarty i ostatni rok studiów teologicznych. W październiku 1933 został wysłany do Poznania na zastępstwo na krótki czas, po czym powrócił do Obry. W okresie od 28 sierpnia 1934 do 25 sierpnia 1936 był wikariuszem przy Sanktuarium Matki Bożej Kodeńskiej, gdzie został nauczycielem religii w szkole oraz ekonomem. Następnie ze względu na słabe zdrowie prowincjał przeniósł go do Markowic koło Inowrocławia, gdzie pełnił obowiązki ekonoma klasztornego przy boku superiora i mistrza nowicjatu, bł. o. Józefa Cebuli OMI, beatyfikowanego 13 czerwca 1999 przez papieża Jana Pawła II w Warszawie. 19 lipca 1937 został na krótko wysłany do Łopienia koło Gniezna, gdzie objął zastępstwo kapelana urszulanek, a ponadto w różnych parafiach prowadził rekolekcje wielkopostne. 21 sierpnia 1939 przebywał chwilowo w Kodniu, a następnie 29 sierpnia 1939 został administratorem parafii św. Jana Chrzciciela w Okopach. Tu zastał go wybuch II wojny światowej. 
W listopadzie 1941 przyjął do pracy narażając swoje życie jako organistę młodego Żyda Benedykta Halicza, którego uratował, a który chciał się schronić przed Niemcami. Ukrywał też innych. Gdy w sierpniu 1942 zaczęła się akcja likwidacji getta w Rokitnie, kilku osobom udało się uciec do pobliskich lasów i wsi. Między nimi byli bracia chłopcy Samuel i Aleksander Levin. Błąkając się po okolicy, dotarli do wsi Okopy, gdzie zostali przez niego przyjęci na plebanii, a następnie ukryci w lesie i pożywieni. Jeden z nich, Aleksander Levin, który po wojnie zamieszkał w Kanadzie, zgłosił jego kandydaturę (a także współpracującej z duchownym Felicji Masojady) do medalu „Sprawiedliwy wśród Narodów Świata”. 
Okres ponad czteroletniej pracy w Okopach to najpiękniejsza karta życia i posłannictwa o. Ludwika. O każdej porze dnia i nocy spieszył do chorych z lekarstwem lub sakramentem namaszczenia. Chorym przynosił różnego rodzaju napary czy inne medykamenty. W czasie wojny w lutym 1943 przez dwa tygodnie przebywał w ośrodkach polskich i spełniał tam posługę duszpasterską (dotarł nawet do Żytomierza, 200 km na wschód od Okopów).

### Męczeństwo
Życie na Wołyniu nie było w tamtych czasach bezpieczne dla Polaków. Do głosu doszli nacjonaliści ukraińscy, którzy dokonywali ludobójczych czystek etnicznych. Polskie wioski znalazły się w niebezpieczeństwie. 6 grudnia 1943 żołnierze Ukraińskiej Armii Powstańczej (UPA) zbliżali się ku Okopom. Parafianie radzili swojemu proboszczowi, aby udał się do lasu, by przeczekać, a tym samym ratować swoje życie. Nie chciał on jednak opuścić swojego kościoła, chroniąc przede wszystkim Najświętszy Sakrament w tabernakulum. O godz. 22:00 tegoż dnia żołnierze pojmali go sprzed ołtarza kościoła zabijając na jego oczach 18-letnią dziewczynę Weronikę Kozińską i 90-letnią staruszkę Łucję Skurzyńską, które chciały go ochronić, a następnie wyprowadzono go w kierunku Karpiłówki, gdzie go torturowano. Według relacji osób, na temat okoliczności jego męczeństwa powstało kilka wersji. 
Bronisław Janik, który był sprzedawcą w miejscowym sklepie i nauczycielem dla dorosłych w Borowych Budkach w swojej książce pt. „Niezwykły świadek wiary na Wołyniu 1939-1943 Ks. Ludwik Wrodarczyk” tak opisał jego męczeństwo: 

Po wywiezieniu księdza samochodem z Karpiłówki do uroczyska Pałki, położonego w pobliżu kolejki wąskotorowej na linii Rokitno–Moczulanka, rozebranego do naga poddano nieludzkim torturom. Kłucie bagnetami i igłami, przypiekanie zbolałych nóg rozpalonym żelazem nie odnosiło pożądanego skutku. Kapłan wciąż jeszcze żył. Rozwścieczeni oprawcy przystąpili do bardziej bestialskich tortur. Widząc swą niechybną śmierć, męczennik poprosił oprawców o pozwolenie odmówienia modlitwy. Zezwoli wspaniałomyślnie. Uklęknąwszy na mchu, kapłan długo się modli. Po zakończeniu powiedział: Jestem gotów. Dwanaście ubranych w czerwone spódnice ukraińskich dziewcząt położyło księdza na ziemi i przywiązało do leżącej kłody drzewa. Następnie z zimną krwią rozpoczęły przecinanie jego ciała piłą. Przerżniętego do połowy, dającego jeszcze znaki życia postawiły na nogi i przywiązały do rosnącego drzewa, by z kolei z odległości kilkunastu metrów otworzyć do niego karabinowy ogień. Ks. Ludwik Wrodarczyk był martwy. Po wykopaniu dołu i wrzuceniu do niego zwłok, zbrodniarze przykryli brudnym workiem z sieczką głowę swej ofiary. Na przysypany piaskiem grób nałożyli darń i kilka urwanych gałęzi.

W wyniku tych wymyślnych tortur zmarł. Miejsca jego pochówku, pomimo poszukiwań nie udało się ustalić.
Według ustaleń Leona Żura okoliczności jego męczeństwa były nieco inne:

Ukraińscy nacjonaliści porwali księdza i zawlekli do oddalonej o 7 km ukraińskiej wsi Karpiłówka. Tam przesłuchiwali go i okrutnie torturowali. Następnie jeden z oprawców rozrąbał mu klatkę piersiową siekierą i wyjął serce.

Według relacji natomiast bp. Wincentego Urbana został on zabity przez kobiety ukraińskie w lesie Ostrówek koło Karpiłówki:

Obnażyły one księdza, na jego głowę włożyły koronę uplecioną z drutu kolczastego i zbitego do omdlenia ukrzyżowały głową w dół na dębie.

## Proces beatyfikacyjny
W lutym 1994 za zgodą Rady Generalnej i postulatora Zgromadzenia Ojców Oblatów rozpoczął się proces informacyjny w archidiecezji katowickiej. 16 maja 2005 Stolica Apostolska wydała dekret zezwalający na rozpoczęcie jego procesu beatyfikacji tzw. Nihil obstat.
Decyzję o rozpoczęciu procesu beatyfikacyjnego podjął rzymskokatolicki episkopat Ukrainy, kierowany przez abp. Mieczysława Mokrzyckiego. W ramach obchodów 70. rocznicy banderowskiego ludobójstwa na Wołyniu, Ukraińska Konferencja Biskupia poparła starania o rozpoczęcie tego procesu. Decyzja zapadła na 41. plenarnym posiedzeniu episkopatu w Berdyczowie w dniach 16–18 kwietnia 2013.
27 czerwca 2013 archidiecezja katowicka przekazała wszystkie akta i kompetencje do diecezji łuckiej na Ukrainie – ze względu na jego miejsce śmierci i spoczynku.
11 maja 2016 w Łucku została odprawiona uroczysta msza święta przez biskupa łuckiego Witalija Skomarowskiego rozpoczynająca właściwy proces beatyfikacyjny o. Ludwika Wrodarczyka OMI. Na postulatora generalnego wyznaczono o. Thomasa Klosterkampa OMI, a wicepostulatorem został o. Andrzej Maćków OMI.  

## Upamiętnienie
- W pięćdziesiątą rocznicę jego męczeńskiej śmierci 6 grudnia 1993 w kościele św. Wojciecha w Radzionkowie bp Damian Zimoń odsłonił specjalną tablicę pamiątkową poświęconą o. Ludwikowi Wrodarczykowi[30].
- 3 sierpnia 2000 Instytut Jad Waszem w Jerozolimie uhonorował go pośmiertnie dyplomem z medalem „Sprawiedliwy wśród Narodów Świata”[31]. To dowód uznania za narażanie swego życia i ratowanie Żydów prześladowanych w latach okupacji hitlerowskiej[32]. Jego imię widnieje na Honorowej Tablicy w Parku Sprawiedliwych wśród Narodów Świata na Wzgórzu Pamięci w Jerozolimie[32]. 5 czerwca 2001 w Teatrze Żydowskim w Warszawie ambasador Izraela, prof. Szewach Weiss, przekazał na ręce prowincjała Misjonarzy Oblatów Maryi Niepokalanej, o. Pawła Latuska OMI, ten medal i dyplom[20]. Na jego cześć zasadzono drzewko oliwne w Jad Waszem[33].
- W maju 2000 wśród członków Radzionkowskiego Towarzystwa Społeczno-Kulturalnego zrodziła się myśl jego uhonorowania[34]. 22 listopada 2001 gimnazjum radzionkowskie otrzymało jego imię[35]. Uroczyste nadanie imienia szkole oraz odsłonięcie pamiątkowej tablicy z wyrytym jego imieniem w gmachu gimnazjum nastąpiło 15 grudnia tegoż roku z udziałem m.in. jego krewnych: siostry – Klary Kieras, jej syna – ks. Ludwika i wnuka – diakona Marcina[36][34]. Ponadto gimnazjum ma też swój hymn pt. Pieśń ku czci ojca Ludwika Wrodarczyka[37].
- Kościół św. Eugeniusza de Mazenoda w Kędzierzynie-Koźlu posiada dzwon imienia o. Ludwika Wrodarczyka[38]. Ponadto inny 700-kilogramowy dzwon jego imienia został umieszczony na wieży radzionkowskiego kościoła św. Wojciecha[39].
- W setną rocznicę jego urodzin (2007) w przypuszczalnym miejscu jego śmierci ojcowie oblaci z Polski postawili krzyż[1].
- 7 grudnia 2008 w kościele św. Józefa w Koszalinie odbyła się uroczystość poświęcenia tablicy ufundowanej przez mieszkańców parafii Okopy i żołnierzy 27 Wołyńskiej Dywizji Piechoty Armii Krajowej ku jego czci, połączona z mszą św. prowadzoną pod przewodnictwem bp. Edwarda Dajczaka[40].
- Jedną z ulic w Radzionkowie i Lublińcu nazwano jego imieniem.
- 25 kwietnia 2014 został odznaczony pośmiertnie Krzyżem Pamięci Ofiar Banderowskiego Ludobójstwa[33].
- 1 grudnia 2017 w Radzionkowie, w Centrum Kultury „Karolinka”, miała miejsce premiera filmu dokumentalnego „Z Radzionkowa na ołtarze”, poświęconego Słudze Bożemu o. Ludwikowi Wrodarczykowi, oraz otwarto tam okolicznościową wystawę jemu poświęconą „Z Radzionkowa na ołtarze. Ojciec Ludwik Wrodarczyk OMI – radzionkowski męczennik”[41][42].